# 天鶴座κ
天鶴座κ，又名CP-5410197，HD 217902、SAO 247711、HR 8774，是天鶴座的一颗恒星，视星等为5.37，位于銀經331.77，銀緯-56.77，其B1900.0坐标为赤經22h 58m 44.9s，赤緯-54° -56.77′ 4″。